# عتيبة (قبيلة)
عُتَيْبة قبيلة عربية قيسية مضرية عدنانية منتشرة في شبه الجزيرة العربية وتعود أصولها إلى منطقة الحجاز وتنتشر في عدة مناطق في نجد والحجاز.

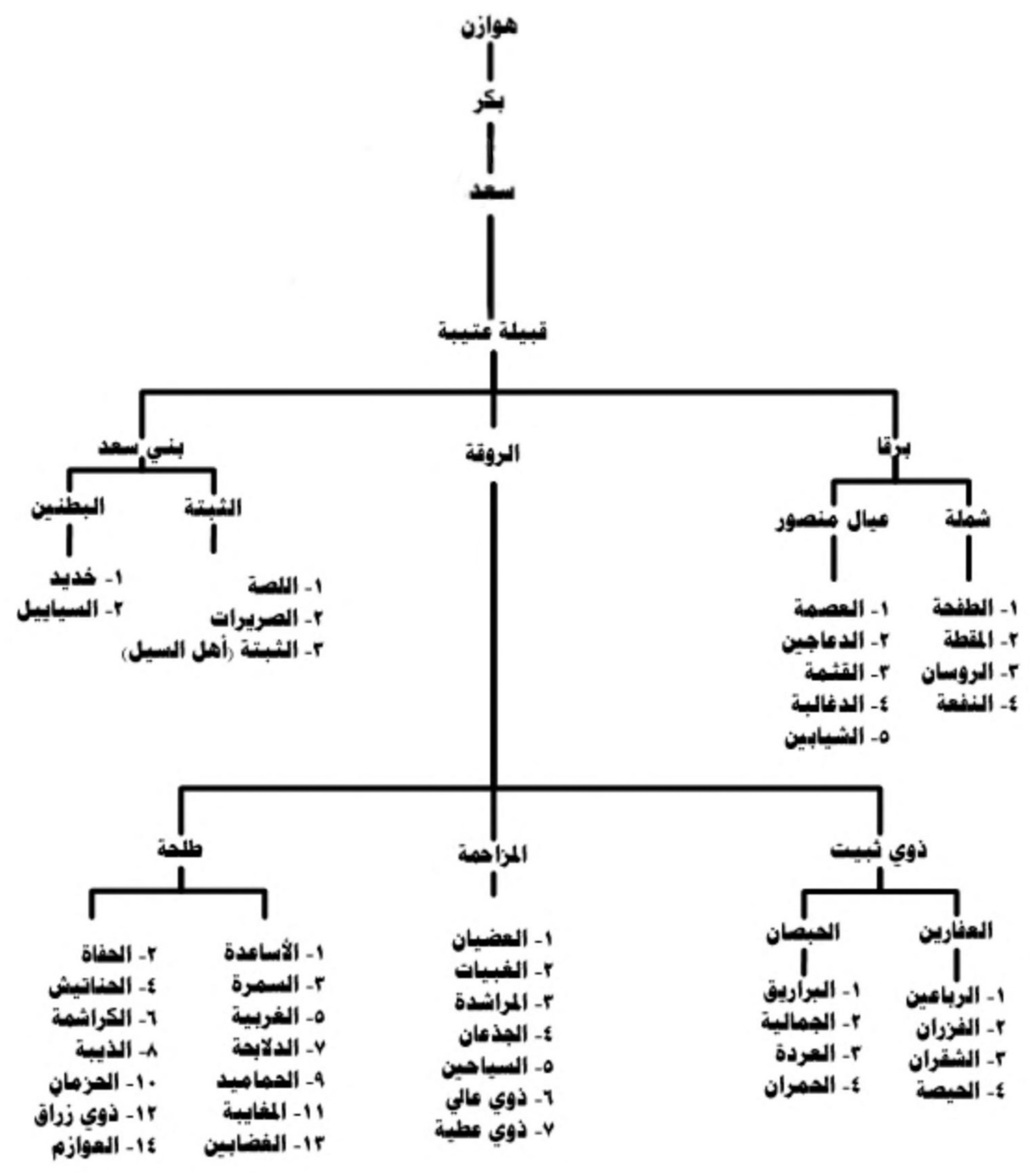
شجرة قبيلة عتيبة

## النَّسَب
- أنهم من ذريةِ عتيبة بن غزية بن جشم بن معاوية بن بكر بن هوازن.[2][3]

## أقسام القبيلة

### أقسام عتيبة حسب النسب
تنقسم قبيلة عتيبة إلى جذمين هما برقا وروق ومنهم تنتمي بطون وفروع وأفخاذ كثيرة.

### القسم الأول برقا
النسبة إليهم برقاوي وهم فرعان:

#### الفرع الأول أولاد ناصر (شمله)
- النفعة
- الروسان
- المقطة
- الوقدان
- الثبتة

#### الفرع الثاني أولاد منصور
- الدعاجين
- العصمة
- الدغالبة
- الشيابين
- القثمة

### القسم الثاني روق
والنسبة إليهم روقي، وهم فرعان:

#### الفرع الأول المزاحمة
والنسبة إليهم مزحمي، وهم فروع أيضاً:
- العضيان
- الغبيات
- المراشدة
- السياحين
- ذوي ثبيت ومنهم (الرباعين)، أمراء (الروقة)، وهم في الأصل من الثبتة.
- ذوي عالي
- الجذعان
- ذوي عطية
- المغايرة
- المورقه
- المهادلة
- الغنانيم
- الفراهدة
- الحبردية
- الخراريص
- السلسة
- القساسمة

#### الفرع الثاني طلحة
ويسمون الطلوح، وهم أربع عشر فخذاً كالتالي:
- ذوي زراق
- الذيبة
- الحفاة
- الكراشمة
- السمرة
- الدلابحة
- الحماميد
- الحناتيش
- المغايبة
- الغربية
- الغضابين
- الحزمان
- الأساعدة
- العوازم

### أقسام عتيبة حسب الديار
تنقسم عتيبة إلى قسمين حسب الديار:
- قسم ينزل الحجاز:
  - وهم (بنو سعد) ودياره في السراة جنوب الطائف ومنهم البادية في شمال الطائف وشرقه.
- قسم ينزل نجد -حالياً-
  - وهم (عتيبة أهل نجد)، وكانوا سابقًا يسكنون شرق الطائف وشماله، وهؤلاء هم أهل الوديان – مقابل أهل السراة - وقد انتقل معظمهم إلى نجد.

## شخصيات
قادة
- عقاب بن محيا

- تركي بن حميد

- سلطان بن بجاد

- مسلط بن ربيعان

- عمر بن ربيعان
- ضيف الله بن محيا

شعار
- حبيب العازمي

- مستور العصيمي

- بندر بن سرور

- مطلق الثبيتي

- سفر الدغيلبي
- خلف بن هذال

## التاريخ

### أقدم وأبرز هجرات قبيلة عتيبة
لم تتغير كثيراً منازل قبيلة عتيبة عبر العصور، فنجد العلامة السيوطي قد وصف منازلها «في القرن التاسع الهجري أو بداية العاشر» بما يقارب منازلها الحالية، إذ يقول: 
- أما في المصادر المعاصرة:  فقد حددت منازل القبيلة بشكل دقيق من أواسط نجد إلى مشارف مكة المكرمة. ومن بعض ما كتب في ذكر ذلك ماقاله البلادي في معجمه: "إحدى القبائل في شرق الحجاز ونجد كانت ديارها حرة الحجاز شمال مكة على مدركة ورهاط ممتدة شرقاً وجنوبا إلى الطائف وماحولها إلى أن قال وديار عتيبة اليوم تمتد من رهاط - شمال مكة - غرباً إلى قرية الغطغط - غرب الرياض - شرقاً، وكانت تعتمد القبيلة على رزقها برعي الاغنام والإبل أما حدها الجنوبي فتضرب قوسا على الطائف من الشمال والجنوب ثم تأخذ يمين الطرق النجدية على جنوب الموية وعفيف والشعراء إلى جبل اليمامة. وفي الشمال تبدأ من الحرة جنوب حاذه ثم على شمال حرة كشب فضريه إلى الوشم. ومن تاريخ عتيبة أنها كانت تساند الأشراف في مكة حيناً وتزعجهم أحياناً. وكانوا خاصة عبد الله بن الحسين وأصفيائه.

#### هجرةالغطغط
تعدّ الغطغط أقدم هجر عتيبه وأهم هجر الإخوان وأكثرها إعداداً للجيوش كما وصفها شقيق الموحد الأمير مساعد بن عبد الرحمن آل سعود في كتاب 'السعوديون والحل الإسلامي' وتقول عنها الأميرة مضاوي بنت منصور بن عبد العزيز في دراستها عن الهجر في عهد الملك عبد العزيز:
. والغطغط هي الهجرة الوحيدة التي بنيت قرب تجمع حضري، إذ ان الهجر عادة ماتكون بعيدة عن التجمعات الحضرية.
وتقع الغطغط بالقرب من محافظة المزاحمية باتجاه الغرب قريباً من طريق الرياض - الطائف السريع.

#### هجرةالحفيرة
الحفيرة كانت في القديم مورد ماء جاهلي للبادية، وهي أول هجره تأسست لقبيلة الدعاجين، ومن أقدم هجر قبيلة عتيبة ومؤسسها هو الأمير مناحي بن خالد بن حشر الهيضل أسسها عام 1338هـ تقريباً، وعندما توفي عام 1358هـ جاء بعده ابنه سجدي إلى عام 1388هـ حيث توفي ثم تولى بعده ابنه مناحي الذي بقي أميراً عليها حتى وفاته عام 1422هـ
، ورئيس مركزها الحالي ابنه الشيخ سجدي بن مناحي بن سجدي بن مناحي بن خالد الهيضل، وقد ورد ذكر الحفيرة عند الكثير من المؤرخين وعدوها من ضمن هجر عتيبة عند تأسيس الهجر واستيطان البادية منهم:
- الزامل والمانع
- الفرج
- الريحاني
- والزركلي.

، وتتميز الحفيرة بقربها من محافظة الدوادمي التي لاتبعد عنها سوى 48 كم وكذلك فإنها لاتبعد عن محافظة القويعية سوى 80 كم تقريباً وكذلك توسطها في منطقة الرياض حيث أنها لاتبعد عن العاصمة إلا 200 كم تقريباً، ويوجد في الحفيرة بعض أماكن التعدين في منطقة الردينيات التابعة للحفيرة.

#### هجرة الداهنة
تأسست الداهنة عام 1331هـ، حيث نزلها الشيخ عبد الرحمن بن ربيعان ومعهم بعض قبائل عتيبه ثم بعد ذلك تولى الإمارة الشيخ عمر بن ربيعان ولكنه انتقل إلى نفي بأمر من الملك عبد العزيز ولم يبقى بها إلا مجموعة من ذوي ثبيت وذلك عام 1347هـ، بعد موقعة السبلة
- أبرز أمراؤها سلطان بن محمد بن سلطان بن مذكر بن حليس ومازال الإمارة بهم إلى وقتنا الحالي حيث استلم الإمارة ابنه صلال بن سلطان بن حليس وبعد وفاته استلم الإمارة الشيخ ذعار بن سلطان بن حليس وفي وقتنا الحالي الشيخ سلطان بن ذعار بن حليس
- من آثار الداهنة: يوجد في الداهنة بيوت الاخوان ولازالت بعضها ماثلة المعالم كما يوجد الجامع القديم الذي بني على إثر انتقال مجموعة كبيرة من مختلف القبائل مع بداية مرحلة التوطين إلى الهجرة، وقد شهد هذا الجامع انطلاقة 2000 مقاتل بقيادة الشيخ عمر بن عبد الرحمن ابن ربيعان وذلك للمشاركة في السبلة عام 1347هـ
- كما يوجد بالداهنة صخرة راشد الخلاوي في وادي النظيم وتوجد على هذه الصخرة كتابات ونقوش تاريخية
- كما توجد عين جاري على مدار السنة وكذلك القويضة وهو ماء ينزل من أعلى الجبل إلى الأسفل بشكل دائم

#### هجرةساجر
ساجر وهي إقليم السر وتقع إلى الشمال الشرقي من محافظة الدوادمي وتبعد عن الدوادمي 120 كيلو تقريباً
- تأسست ساجر على يد:
  - فيحان بن ناصر بن براز بن محيا في عام 1332هـ بأمر من الملك عبد العزيز حتى توفي ثم جاء من بعده:-
  - عقاب بن ضيف الله بن غازي ابن محيا، وتعد من أكبر هجر الإخوان وكان يخرج من ساجر حوالي 1000 مقاتل من المجاهدين وانقلب الأخوان على الملك عبد العزيز وخرج عقاب بن محيا وبني عمه إلى هجرة الحيد عند ابن عمه ناصر بن جرمان بن محيا، ثم بعده جعيلان بن مروي الحافي، الذي انتهاء بعد معركة السبلة ضد الملك عبد العزيز، وكُلف عيد ابن قبلان الحنتوشي أميرًا على ساجر.

ثم عُين بعده:
- ناصر بن جرمان بن براز بن محيا ثم خلفه:- تركي بن سداح بن محيا ثم انتقل ليصبح رئيسا للواء الحرس الوطني، ثم جاء ابنه:-
- متعب بن تركي بن محيا حيث يعدّ العمود الفقري لمدينة ساجر وشهدت ساجر في وقته العديد والعديد من الانجازات والتطورات حتى توفي في عام 1418هـ ثم خلفه ابنه الشيخ نايف بن متعب بن محيا.

والجدير ذكره بأن بن محيا من أشهر امراء القبائل حيث شاركوا كثيراً منهم في العديد من الفتوحات والغزوات مع الملك عبد العزيز وغيرها من المعارك وتعدّ ساجر من أكبر المدن الخاصة بقبيلة عتيبه
- سكانها:
- الحناتيش
- الحزمان
- الغربية
- الكراشمه
- الغضابين
- الاساعده
- الدغالبه
- النفعة
- المراشده
- الحفاه
- المغايبه
- الغبيات
- الثبتان.

ويقطنها من العوائل المتحضره وغيرهم من قبيله عتيبه والقبائل الأخرى.

#### هجرة سنام
أسسها الشيخ سلطان بن مشعان أبا العلا سنه 1332هـ، تعد سنام من هجر الاخوان بقياده سلطان بن مشعان أبا العلا وماجد بن جزاء أبا العلا حيث يخرج منها حوالي ألف مقاتل للجهاد ومن ناحية التسمية سمي بهذا الاسم؛ نظراً لأنه اشبه بسنام الجمل وذلك لوقوعه بين واديين الشمالي يسمى الدمثه والجنوبي يسمى وادي العرجان، وهذا الجبل يقع منفصلاً عن الجبال اللاتي يختقرها هذين الواديين ولذلك فإن الذي يأتي من وادي العرجان متجهاً من الشرق إلى الغرب يرى هذا الجبل عندما تنحسر عنه الجبال.
- أما من حيث الموقع' فهو يقع في الجهة الغربية من محافظة القويعية ويبعد عنها بحوالي 70 كيلو أي انه في الناحية الغربية الجنوبية، من المواقف الرئيسية في فتوحات الملك عبد العزيز كان لواء سنام بقيادة سلطان بن مشعان أبا العلا هو قلب معركة تربة عام 1337هـ، وبعد ذلك استمرت فتوحات امتدت إلى جدة والطائف ومكة، وأميرها الحالي هو الهنيدي عمر أبا العلا

#### هجرة عروى
عروى تقع في منطقة الرياض وفيها مركز إداري يتبع محافظة الدوادمي وتبعد عنها حوالي 99 كم جنوباً، ويبلغ متوسط إتساعها 84 كم للمناطق المحيطة بها. أسسها الشيخ سلطان بن محمد بن هندي ابن حميد والشيخ جهجاه بن بجاد بن حميد العتيبي عام 1337 هـ، وممن تولوا الإمارة:
- حشر بن مقعد بن حميد
- نايف بن جهجاه بن حميد.

سكانها: المقطة وقليلٌ من قبائل عتيبة الأخرى وأميرها الحالي الشيخ جهجاه بن نايف بن حميد.
عروى موضع قديم معروف منذ الجاهلية.

#### هجرة نفي
تقع نفي شمال محافظة الدوادميوتبعد 90 كيلو تقريبا، وتبعد عن محافظة الرس 100 كيلو تقريباً إلى الجنوب، سكنها عدة قبائل إلى أن استوطنت فيها باهلة برئاسة الأمير عبد الله بن سبيل بأمر من الملك آنذاك عبد العزيز بن عبد الرحمن آل سعود
ثم استوطنها الشيخ تركي بن مارق الضيط في حركة الأخوان بقبائل مزحم وبعد معركة السبلة انتهى تركي الضيط بالسجن وقد تأسست نفي في عام 1347هـ، تقريبا ورئيس مركز البادية الشيخ عمر بن عبد الرحمن بن تركي بن سلطان بن ربيعان أشهر شيوخ عتيبه وقد شارك الشيخ عمر بن ربيعان في العديد من الغزوات والفتوحات مع الملك عبد العزيز منها:
- الليث
- الرغامة
- معركة السبلة
- نجران
- وضاخ
- جبله.

وبقي أميراً على بادية نفي حتى توفي في عام 1400هـ، ثم جاء من بعده ابنه الشيخ عبد الله بن عمر بن ربيعان حالياً
- مركز حاضره نفي:
  - سابقاً رئيسها الشيخ إبراهيم بن سبيل.
  - ثم رئيسها الحالي الشيخ محمد بن عبد العزيز بن سبيل.

، وتعدّ نفي من المدن الكبيرة حيث يوجد في نفي جميع الدوائر الحكومية.
- سكانها
  - الثبتان
  - الغبيات
  - العضيان
  - المراشده
  - ويسكنها باهله والرشايده والعوازم

#### هجرة حلبان
تعدّ حلبان من أقدم بلدان نجد حيث كانت تقطنها العديد من القبائل العربية في الجاهلية والإسلام سبب تسميتها حلبان لان الابل والاغنام إذا رعت هذه المنطقة تمتلئ بالحليب
- 'الموقع: تقع حلبان غرب منطقة الرياض على طريق الرياض مكة وتبعد عن مدينة الرياض 290 كلم، وتتبع إدارياً إلى محافظة القويعية ويتبع لمركز حلبان 77 مركز وهجرة
- أمراء ورؤساء مركز حلبان:
  - الشيخ ماجد بن ضاوي بن فهيد
  - الشيخ نايف بن ضاوي بن فهيد
  - الشيخ جهز بن نايف بن فهيد
  - الشيخ فيحان بن هذال بن فهيد
  - الشيخ فيحان بن جهز بن فهيد.
- سكان مركز حلبان: الغالبية العظمى من سكان هذا

المركز هم من قبيلة الشيابين والبقية هم من قبائل عتيبة والقبائل العربية وبعض العوائل المتحضرة.

#### هجرة الحيد
تأسست هذه الهجرة في عام 1343هـ، على يد ناصر بن جرمان بن محيا وفلاح بن سداح بن محيا، الذي حدثت معركة السبلة وهو أميراً على الحيد مع الملك عبد العزيز، وبقي أميراً لها حتى انتقل أميراً على ساجر عام 1348 هـ، ثم بعده:
- عقاب بن محيا بعد توليه إمارة ساجر حتى توفي ثم بعده تركي بن سداح بن محيا ثم بعده عفاس بن عقاب بن محيا وبقي فيها حتى تقاعد عام 1414هـ
- سبب تسميتها: نسبة إلى سناف الحيد تقع الحيد على بعد 110 كيلومتر إلى الشمال الغربي من محافظة الدوادمي
- سكانها:
  - الحناتيش، إضافة إلى بعض القبائل مثل العضيان **الدلابحه والغبيات من الروقة من عتيبه
  - أسرة المجماج من بني تميم وهم أسرة الشاعر الشهير فهيد المجماج
- أميرها الحالي هو الشيخ خالد بن عفاس بن عقاب بن محيا

#### هجرة الروضة
أميرها ماجد بن ضاوي بن فهيد في منطقة العرض مع أوائل تأسيس الهجر سنة 1337هـ، سكانها قبيله الشيابين بالإضافة إلى مجموعة من القبائل

#### هجرة عسيلة
عسيله تقع هجرة عسيله إلى الشمال الشرقي من محافظة الدوادمي وتبعد عن الدوادمي 95 كيلو تقريباً. وتبعد عن ساجر بحوالي 13 كيلو وقد تأسسست عام 1334 هـ تقريباً
- من أشهر أمراءها:
  - نافل بن طويق الحافي
  - غازي التوم
  - عبد المحسن بن غازي التوم
- أميرها الحالي هو سعود بن عبد المحسن بن غازي التوم

#### هجرة عرجاء
تقع عرجاء شمال الدوادمي على بعد 28 كيلو تقريباً، قد أسسها عدد من الحماميد منهم قطيم الحبيل ومقحم الحبيل وجدعان الحبيل وعوض الحمادي ومجموعه من الحماميد، وكان ذلك في عام 1337 هـ تقريباً، وكان أول أمير لها هو:
- قطيم الحبيل
- ثم عبد الله السبيق
- ثم قطيم الحبيل مره أخرى
- ثم حنيف بن قطيم الحبيل
- ثم محمد بن قطيم الحبيل وهو رئيس مركزها الحالي
- ثم منصور بن حنيف بن قطيم الحبيل.

وقد شاركو أهل عرجا مع الملك عبد العزيز آل سعود.

#### هجرة مصده
تقع مصده شمال محافظة الدوادمي على بعد 10 كيلو تقريباً، وقد تأسست مصده في عام 1345هـ، على يد الشيخ خالد بن جامع والذي استمر أميراً لها حتى توفي ثم كلف من بعده سعيد الدويخ أحد أعيان الروسان، ثم تخلى عنها للشيخ عبد العزيز بن جامع ولكنه لم يستمر طويلاً في مركز مصده حيث انتقل إلى الفوج حيث أصبح أميرا للفوج (لواء القصيم) بالحرس الوطني وكان ذلك في عام 1373هـ، وجاء خلفاً له الشيخ حدجان بن مترك بن جامع ثم خلفه ابنه مترك بن حدجان ابن جامع
وقد اشترك من أهالي مصده في حرب اليمن عام 1352هـ مع الأمير عبد العزيز بن مساعد، 17 فارساً كلهم من الروسان منهم والد أمير مصده الحالي مترك بن حدجان بن جامع.

#### هجرة الجمانية
تقع الجمانيه إلى شرق عفيف على طريق عفيف الرياض القديم وتبعد عن محافظة عفيف 65 كيلو تقريباً. وقد أسسها الشيخ نايف بن مارق الضيط وكان ذلك في عام 1348هـ تقريباً وبقي أميراً عليها حتى توفي، ثم خلفه ابنه تركي بن نايف الضيط ثم جاء من بعده شالح بن نايف الضيط وهو أميرها الحالي، ويعد الضيط من أشهر امراء قبيلة عتيبه، وقد شارك الشيخ نايف الضيط مع الملك عبد العزيز في كثير من الفتوحات والمعارك.

#### هجرة اللبيب
أُسست هجرة اللبيب بأمر من الملك عبد العزيز للشيخ عبد المحسن بن بدر بن مرزوق الهيضل ومن معه:
- من الهياضله
- الدعاجين
- قبائل من برقا
- الدغالبه
- العصمة
- النفعة (ذوي زياد وكبيرهم عمر أبو رقبه)

وتعدّ اللبيب من أوائل الهجر التي أُنشأت في بداية حكم الملك عبد العزيز وكانت اللبيب من أهم الهجر وشارك أهلها مع الملك عبد العزيز يتزعمها الشيخ عبد المحسن الهيضل وكانت تقام في اللبيب صلاة الجمعة وإمامهم الشيخ عبد الله بن مهنا من أهل رغبه وهو والد الشيخ سليمان بن مهنا رئيس محاكم الرياض وفي أواخر عهد الملك عبد العزيز انتقل الشيخ عبد الحسن بن بدر الهيضل إلى هجرته الأخرى مغيراء وأقام فيها حتى توفي عام 1400هـ وثم جاء خلفه ابنه الشيخ تركي بن عبد المحسن بن بدر الهيضل حتى توفي عام 1431هـ واميرها حالياً هو الشيخ محمد بن تركي بن عبد المحسن الهيضل

#### عريفجان
عريفجان أو عريفجان الشغار هو ماء قديم عذب، يقع في هضاب المخامر “هضاب الاشيق قديماً” تقع هجرة عريفجان في الشمال الغربي لنفي وتبعد من نفي مسافه 30 كم، شمال مدينة الدوادمي وكان هذا الماء قديماً يدعى عرفجا وداخل في حمى ضرية وقال الأصفهاني:
- أشعار قيلت فيها

للشاعر محمد بن بليهد قصيدة في عريفجان يقول:
قال يزيد ابن الطثرية:
- خلاف عام 1346هـ

يذكر أنه حدث خلاف عام 1346هـ بين عمر بن ربيعان ومتعب الشغار الدماسي وحيث أن عمر ابن ربيعان قد طلب من عبد العزيز آل سعود أن ينزل نفي وقد لبى الملك له طلبه وبناءً على الخلاف الذي صار بينهم قام متعب الشغار بطلب عريفجان من عبد العزيز آل سعود وأعطاه عبد العزيز آل سعود وانتقل متعب من نفي إلى عريفجان واقام هناك
وقد تولى إمارة هجرة عريفجان بعده ناصر بن متعب الشغار الدماسي
- الخدمات

تكتمل فيها بعضاً من الدوائر الحكومية فيوجد بها مركز امارة فئة (أ) تابع لمحافظة الدوادمي وبها رعاية صحية أولية (مستوصف فئة أ)
وفيها مدارس ابتدائية ومتوسطة وثانوية للبنين والبنات وقد فُتحت فيها سابقاً محكمة شرعية كانت تتبع لها جميع مراكز المخامر ويوجد به أعضاء هيئة فاعلين ومكتب للبريد وسوق شعبي يقام يوم الجمعة، وبها طرق معبدة وانارة حديثة
- سكانها

أغلب سكانها هم من الدماسين ويسكنها أيضاً معهم من الأساعدة

#### هجرة أبو جلال
- مؤسسها : محماس بن محمد بن ناصر الشغار عام 1344هـ
- ورئيسها حاليا بدر بن محماس بن محمد الشغار تولاها بعد وفاة شقيقه سلطان الشغار عام 1389هـ
- سبب تسميتها: يُدعى رجل اسمه أبوجلال انه قد قُتل على مورد ماء في هذه المنطقة وسمي هذا المورد باسمه
- موقعها: تقع بالقرب من جبال المخامر التي تقع بالقرب من جبل سواج المعروف بين دخنه وضريه وتقع هذه الهجرة في الجهة الشمالية الغربية لمحافظة الدوادمي على بعد 150 كم (غرب نفي 40 كم).
- سكانها: الدماسين من الروقة وبعض الإخاذ العضيان أيضا وكذلك الغبيات من عتيبه

#### هجرة القرارة
- سبب التسمية: تعليل ذلك لأنها كانت مجمع لإستقرار المياه بعد المطر.
- موقعها: تقع إلى الشمال من جبال غال – غول – وإلى الشرق الجنوبي من جبال طخفة وهي في أقصى الجنوب الغربي من القصيم وتبعد عن نفي قرابة 60 كيلا وعن الرس قرابة 120 كيلو
- تأسيسها: تأسست هجرة القرارة عام 1347هـ على يد الشيخ سلطان بن مجاهد أبوسنون
- أميرها حاليا: هو الشيخ بندر بن عليثة بن سلطان أبوسنون
- أهلها ومن سكنها: كان أول من سكنها الحبردية وهم من ذوي عطية من المزاحمة من الروقة من عتيبة وبعض من قبيلة المورقة

#### هجرة الرويضة
هي أول هجرة للدغالبه من برقا حيث شارك أهلها مع ابن سعود ومؤسسها جمل بن محمد المهري شيخ قبيله الدغالبه رئيسها الحالي هو محمد بن جمل المهري.
يوجد في الرويضة عدد من المدارس بنبن وبنات ومركز صحي ومكتب بريد وعدد من المحلات التجارية.

#### الجمش
الجمش تقع إلى الشمال الغربي من محافظة الدوادمي. على الطريق الواصل بين منطقة القصيم ومكة المكرمة، تبعد عن محافظة الدوادمي حوالي 65 كليومتراً تقريباً شمال غرب نجد ضمن الدرع العربي، ويسكنها عدد من قبائل روق وهم:
- الدلابحـة
- الحزمان
- الغبيات
- العوازم
- الغضابين
- الحناتيش
- الحماميد
- الكراشمة
- المراشدة
- العضيان

### أبرز معارك قبيلة عتيبة
قبيلة عتيبة لها مناويخ ووقعات ومعارك كثيرة البعض منها مع قبيلة والبعض منها مع قبائل (أحلاف)
وهناك فرق بين المناخ وبين الوقعة أو المعركة.
فالمَنَاخ بفتح الميم هي موضع الذي يناخ فيه الابل أي يلصق صدره على الأرض يمتد إلى أيام طويلة قد تصل إلى شهور، ومما لاشك فيه ان كثرة المناخات تدل على قوة القبيلة.
والوقعة أو المعركة تكون بين مجموعة ومجموعة أخرى في وقت واحد.
- الشريف محمد الحارث ومعه عتيبة (1066هـ) يغزون آل مغيره في العارض في الجبيلة.[بحاجة لمصدر]
- معركة المعابدة بين قبيلة عتيبة بقيادة هنيدس وبين قبيلة هذيل (1116)
- معركة بين الشريف سرور ومعه عتيبة (1201) ضد قبائل حرب.[بحاجة لمصدر]
- مناخ البقوم (1225) بين عتيبة، والبقوم، وانتهى بصلح تبناه الإمام سعود بن عبد العزيز وتكفل بدفع ديات القتلى من الطرفين[5]
- معارك الزكاة في شمال تربة البقوم وغيرها من المواقع (1226هـ) بقيادة هندي بن محي البقمي وغصاب العتيبي.[بحاجة لمصدر]
- معركة سناف الطراد (1269) بين عتيبة، وقحطان
- العويند الأولى (1273) بين عتيبة من جهة، ومطير من جهة أخرى.[بحاجة لمصدر]
- وقعة الشريف على عسير عتيبة الحجاز يشاركون حملة الشريف على عسير (1288)[بحاجة لمصدر]
- العويند الثانية (1288) بين عتيبة من جهة، ومطير من جهة أخرى.[بحاجة لمصدر]
- وقعة طلال الثانية(1290) بين الروقة من عتيبة، من جهة والأمام سعود بن فيصل بن تركي آل سعود من جهة تسانده مطير والعجمان والسهول وسبيع وأهل العارض والدرعية من جهة.[بحاجة لمصدر]
- مناخ الضال (1292) بين عتيبة، من جهة والامام عبد الرحمن بن فيصل بن تركي آل سعود من جهة تسانده مطير والعجمان وحاضرة نجد.[بحاجة لمصدر]
- مناخ دلعة (1293) بين قبائل برقا من عتيبة، من جهة وقحطان والدواسر.[بحاجة لمصدر]
- معركة عروى (1300) بين الإمام محمد بن سعود بن فيصل آل سعود (غزلان) تسانده عتيبة من ضد الأمير ابن رشيد وقبيله شمر وأهل الشمال والقصيم وغيرهم[6]
- وقعة الحماده (ام العصافير)(1301) بين الامام عبد الله بن فيصل بن تركي آل سعود تسانده عتيبة، واهل العارض من جهة، وابن رشيد وأهل الشمال والقصيم من جهة أخرى.[بحاجة لمصدر]
- مناخ الحرملية (1309) بين عتيبة، من جهة ومطير تساندها قحطان وحرب من جهة.[بحاجة لمصدر]
- وقعة الانصر (1310) بين بعض قبيلة عتيبه، وبعض من قبيله شمر [بحاجة لمصدر]
- وقعة الانجل (1311) بين عتيبة، من جهة ومطير وحرب من جهة[بحاجة لمصدر].
- مناخ عرجاء (1313) بين عتيبة، من جهة ومطير وحرب وقحطان من جهة.[بحاجة لمصدر]
- مناخ الجنيفا (1317) بين عتيبة، من جهة ومطير وقحطان من جهة. فاجر السلات من عتيبه وتراحيب ابن بصيص من مطير[بحاجة لمصدر]
- مناخ الحور (1317) بين عتيبه، من جهة ومطير من جهة.[بحاجة لمصدر]
- معركة رهاط (1319) بين قبيلة ذوي زراق من عتيبه الشيخ عابد بن عبد الله السحماني الزراقي من جهة ومطير وبني سليم من جهة.[بحاجة لمصدر]
- معركة عين بن فهيد ،بين ضيف الله بن غازي بن محيا ومن معه ضد إمارة ال رشيد
- مناخ الهييشه (1326) بين عتيبة وحرب.[بحاجة لمصدر]
- مناخ الرشاوية (1327) بين عتيبه، من جهة وحرب وبعض من مطير من جهة.[بحاجة لمصدر]
- وقعة أبو دخن (سنة ذبحة عفاس) (1329) بين عفاس بن محيا تسانده بعض قبائل الروقة من جهة والملك عبد العزيز تسانده وسبيع ومطير واهل شقراء من جهة.[بحاجة لمصدر]

### الإمبراطورية العثمانية (أواخر القرن الخامس عشر حتى عام 1900)
بحسب ابن فهد المكي، في عام 1470 هاجم شريف مكة محمد بن بركات عتيبة في شرق الطائف.
خلال القرن السادس عشر، أضاف العثمانيون ساحل البحر الأحمر والخليج العربي إلى إمبراطوريتهم. لقد طالبوا بالسيطرة على الداخل بينما كانت سلطتهم المركزية تتضاءل وتتضاءل.  في القرن الثامن عشر، بدأت قبيلة مطير (بمساعدة قبيلة قحطان ) سلسلة من الحروب ضد قبيلة عنزة من أجل مراعي وسط نجد وأجبروا عنزة على النزوح للشمال. وحلت قبيلة عتيبة محل قبيلة مطير وقحطان، التي ظلت أكبر قبيلة في وسط نجد.
خلال أواخر القرن الثامن عشر وأوائل القرن التاسع عشر، كانت عتيبة وحرب نظيرين في الصراع الذي دام قرونًا بين أشراف مكة والعائلات الحاكمة لابن رشيد وابن سعود على نجد. يعكس تاريخ عتيبة في القرن التاسع عشر وأوائل القرن العشرين الحروب في نجد والحجاز التي حاول المتحاربون الحصول على دعم القبيلة فيها.  في عام 1816، هُزمت الدولة السعودية الأولى على يد العثمانيين. وحاول زعيمهم إبراهيم محمد علي إقناع قبيلة عتيبة والعديد من قبائل عنزة بمساعدته ضد عبد الله بن سعود .
بين عامي 1842 و1872، كانت تسع قبائل (بما في ذلك عتيبة) في حالة حرب في نجد. في عام 1872، هاجم زعيم عتيبة مسلط بن ربيعان المستوطنات الغربية في الرياض . وقام سعود بن فيصل على الفور بغارة انتقامية على أراضيهم، هُزِم فيها وأُصيب بجروح خطيرة. في عامي 1881 و1882، ونهبت عتيبة معسكرات قبائل حرب التي كانت من رعايا ابن رشيد . لقد هاجموا رشيد دون جدوى في صيف عام 1883. وانضم أعضاء من آل سعود إلى شريف مكة الأكبر عون الرفيق في عام 1897، وقاموا بحملات ضد ابن رشيد بمساعدة عتيبة.

### أوائل القرن العشرين
واصلت الإمبراطورية العثمانية السيطرة على معظم شبه الجزيرة. ومع ذلك، كان للجزيرة العربية حكامها: مجموعة من زعماء القبائل في نجد والمنطقة المحيطة بها، وكان شريف مكة يحكم الحجاز . تعاونت قبيلة عتيبة مع آل سعود نجد، لكنها انحازت إلى أشراف مكة (الذين لجأوا إلى القبيلة في أوقات الشدائد).
خلال الحرب العالمية الأولى في عام 1915، بدأ عبد العزيز آل سعود خطة طموحة لتوطين القبائل البدوية في أراضيه (والتي شملت نجد والساحل الشرقي للجزيرة العربية). وقد تم تحقيق ذلك من خلال تلقين القبائل المبادئ الدينية وفقا لتعاليم محمد بن عبد الوهاب، لأن البدو العرب (بما في ذلك قبيلة عتيبة) لم يكونوا متدينين. في عام 1916، وبدعم بريطاني، قاد شريف مكة الحسين بن علي ثورة ضد الإمبراطورية العثمانية لإنشاء دولة موحدة ولكنها فشلت، وانتصار الحلفاء في الحرب العالمية الأولى أدى إلى نهاية السيطرة العثمانية على شبه الجزيرة العربية.
بدأ عبد العزيز في إنشاء المستوطنات المعروفة باسم الهجر، واتبعه سلطان بن بجاد العتيبي من نجد في الترويج لاستيطان شعب المملكة العربية السعودية خلال الربع الأول من القرن. ورافق ذلك حركة إخوان من أطاع الله، وهي حركة سياسية وعسكرية ودينية. حاول عبد العزيز، مؤسسها، إشعال الحماس الديني بين القبائل التي نادراً ما تكون تقية، كبداية لاستعادة منطقته والسيطرة عليها.
أدى انتشار التدين إلى إعداد فكرة الحياة الزراعية المستقرة، وتم إنشاء أول مستوطنة (وأكثرها نجاحًا) في عام 1912 على يد قبيلة مطير . وسرعان ما تبعت هذه المستوطنة مستوطنة أخرى من قبل قبيلة عتيبة. وكان سكانها من الإخوان. ولقد ساعدت معايير ومبادئ التدين الجديدة البدو على ترك ثقافة البادية، والبدء في العيش في مجموعات، مما أدى إلى ولادة عدد من المجتمعات. أدى الصراع مع آل رشيد من حائل والأشراف في مكة إلى دفع عملية الاستيطان إلى أبعد من ذلك، مما أدى إلى إنشاء حوالي 130 مستعمرة في جميع أنحاء شبه الجزيرة العربية.
على الرغم من الجهود المبذولة لجمع القبائل المختلفة معًا في مستوطنة واحدة لإنهاء النزاع، أصبحت معظم المستوطنات مرتبطة بقبائل محددة. وفقًا للقوائم التي جمعها أوبنهايم وكاسكيل، كان لدى حرب 27 مستوطنة، وعتيبة 19، ومطير 16، والعجمان 14، وشمر تسعة ، وقحطان ثمانية. كانت الهجرات في نجد وعلى الساحل الشرقي للجزيرة العربية. ووصلوا إلى طرف صحراء الربع الخالي جنوباً، والبادية السورية شمالاً. وفي الغرب امتدوا إلى جبال الحجاز وعسير.
تم تجنيد رجال من عتيبة وهم؛ سلطان بن بجاد وعقاب بن محيا في حركة الإخوان ، وتم نشرهم من قبل ابن سعود ضد المنافسين الإقليميين. وقادوا القوات القبلية في احتلال الأحساء وحائل والباحة وجيزان وعسير والطائف ومكة وجدة . واعتبر هذا مساهمة كبيرة في السيطرة على منطقة الحجاز . وبعد عدة انتصارات، استاءت بعض فصائل الإخوان من السياسات التي بدت وكأنها تفضل التحديث وزيادة عدد الأجانب غير المسلمين في المنطقة. وأصبح بعض أعضاء الإخوان أكثر حماسة من مؤسسهم، وانقلبوا على ابن سعود.
انضم سلطان بن بجاد إلى زعماء القبائل الأخرى في الثورة في ديسمبر 1928؛ قاد عقاب بن محيا قبيلة عتيبة لمساعدة الملك عبد العزيز والقضاء على التهديد. لم يكن عقاب وأتباعه هم أفراد القبيلة الوحيدين الذين تحالفوا مع الملك عبد العزيز، فقد كانت الثورة محكوم عليها بالفشل عندما اختار فصيل كبير من عتيبة (روق، تحت قيادة عمر بن ربيعان) الولاء لابن سعود.
وفي 29 مارس 1929، تم قمع الثورة في معركة السبلة . وبعد الهزيمة دارت معركة أخرى بين فرعين من قبيلة عتيبة: برقا والروقة. فر فرع برقا المتمرد تحت قيادة سلطان بن بجاد. وهُزم أحد قادة برقا المتمردين هو ورجاله وأسروا في جبالا على يد عمر بن ربيعان الروقي بقيادة عناصر الروقة الموالية للملك. وتم أسر ابن بجاد فيما بعد. وفي السحق النهائي لتمرد الإخوان عام 1930، تم تدمير بعض المستوطنات بالكامل. ثم أنشأ الملك نواة جيش نظامي حديث أثبت جدارته في إحلال السلام.  في 23 سبتمبر 1932، تم تأسيس المملكة العربية السعودية في توحيد ناجح لجزء كبير من شبه الجزيرة.